# Львово (Тамбовская область)
Льво́во — село в Токарёвской районе Тамбовской области России. Входит в Чичеринский сельсовет.

## История
Согласно Ревизии 1816 года, деревня принадлежала семье Ивана Дмитриевича Трофимова, которому, с его женой, Надеждой Трофимовой, принадлежали 320 крепостных крестьян в этой деревне.
Постановлением Тамбовской областной Думы от 22 апреля 2015 года были объединены фактически слившиеся населённые пункты — село Львово (134 жителя, 2010 год) и деревня Петровское (севернее, 285 жителей, 2010 год) — в единый населённый пункт с сохранением за ним наименования село Львово, численность населения в котором суммарно составила 419 человек по данным переписи 2010 года.

## Население
| 2002 | 2008 | 2010 |
| ---- | ---- | ---- |
| 181  | ↗200 | ↘134 |

Согласно результатам переписи 2002 года, в национальной структуре населения русские составляли 96 % от жителей.

## Люди, связанные с селом
- Пустовалов, Алексей Михайлович — участник Советско-финской и Великой Отечественной войн, Герой Советского Союза
- Куличихин, Александр Иванович — выдающийся шашечный композитор, историк шашечной игры. Участник I мировой, гражданской и Великой Отечественной войн.